# Rietmeer
Het Rietmeer (Fries en officieel: Reidmar) is een meer in de gemeente Súdwest-Fryslân. Het meer ligt tussen de Oudegaasterbrekken en Westhem. Aan de zuidkant staat het in verbinding met het Sipkemeer en aan de noordoostkant staat het via een vaart in verbinding met Westhem.